# Ciemna Góra
Ciemna Góra – wzniesienie należące do Wzgórz Trzebnickich, położone w Paśmie Ciemnej Góry, o wysokości bezwzględnej 258,3 m n.p.m., znajdujące się na terenie Gminy Trzebnica, w powiecie Trzebnickim, województwie dolnośląskim, w pobliżu miejscowości Malczów (obręb ewidencyjny w ramach którego położony jest wierzchołek i północna część masywu) i Droszów (południowa część masywu). Jest to najwyższe wzniesienie zarówno wyżej wymienionego pasma, jak i całych Wzgórz Trzebnickich, a także samej Gminy Trzebnica.
Wierzchołek i północna oraz wschodnia część masywu wzniesienia pokryta jest lasem mieszanym, do którego stosowano określenie „ciemny las”, które wraz z faktem, iż w panoramie wzniesień ze względu na ten las ta góra ma barwę ciemniejszą, miałoby stanowić źródło nazwy wzniesienia. Natomiast strona południowo-zachodnia część masywu zagospodarowania jest głównie na pola uprawne, dzięki czemu wzniesienie uznawane jest za dobry punkt widokowy, zarówno na położone bezpośrednio u podnóża góry Dolinę Borkowic (Dolina Wilcza) oraz miejscowość Droszów, jak i dalej na południowe pasma wzgórz oraz na Wrocław i nawet Ślężę.
Przez Ciemną Górę przebiegają szlaki turystyczne: Główny Szlak Kocich Gór i szlak rowerowy Korona Kocich Gór.
Nazwa własna – Ciemna Góra – ujęta jest w Państwowym Rejestrze Nazw Geograficznych: identyfikator PRNG – 176396, identyfikator IIP – PL.PZGiK.320.NGRP.176396. Rejestr ten podaje następujące współrzędne geograficzne punktu głównego: szerokość geograficzna – 51°18'12" N, długość geograficzna – 17°00'21" E.

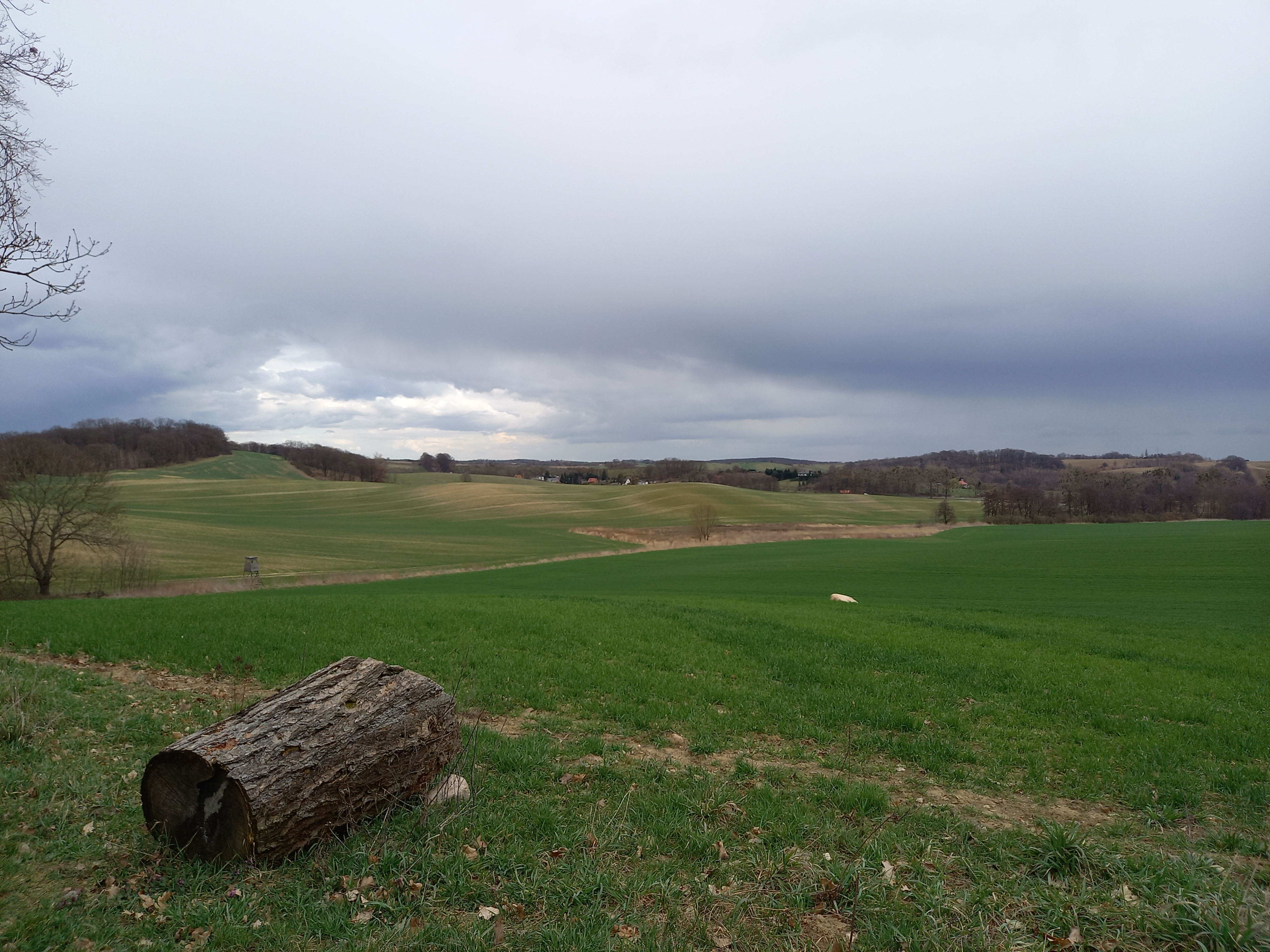
Ciemna Góra i Dolina Borkowic (widok od strony Kowal)
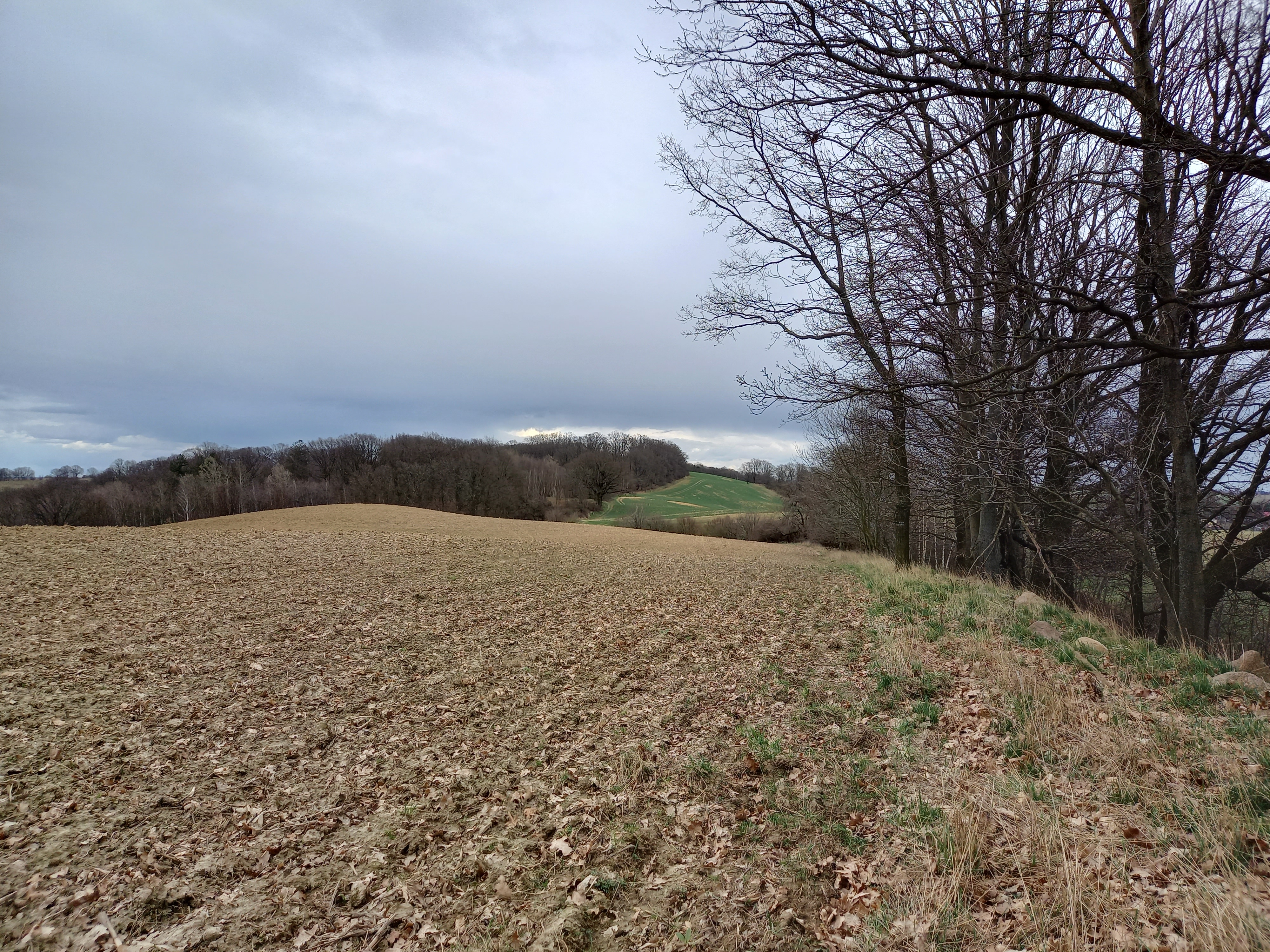
widok z zachodu
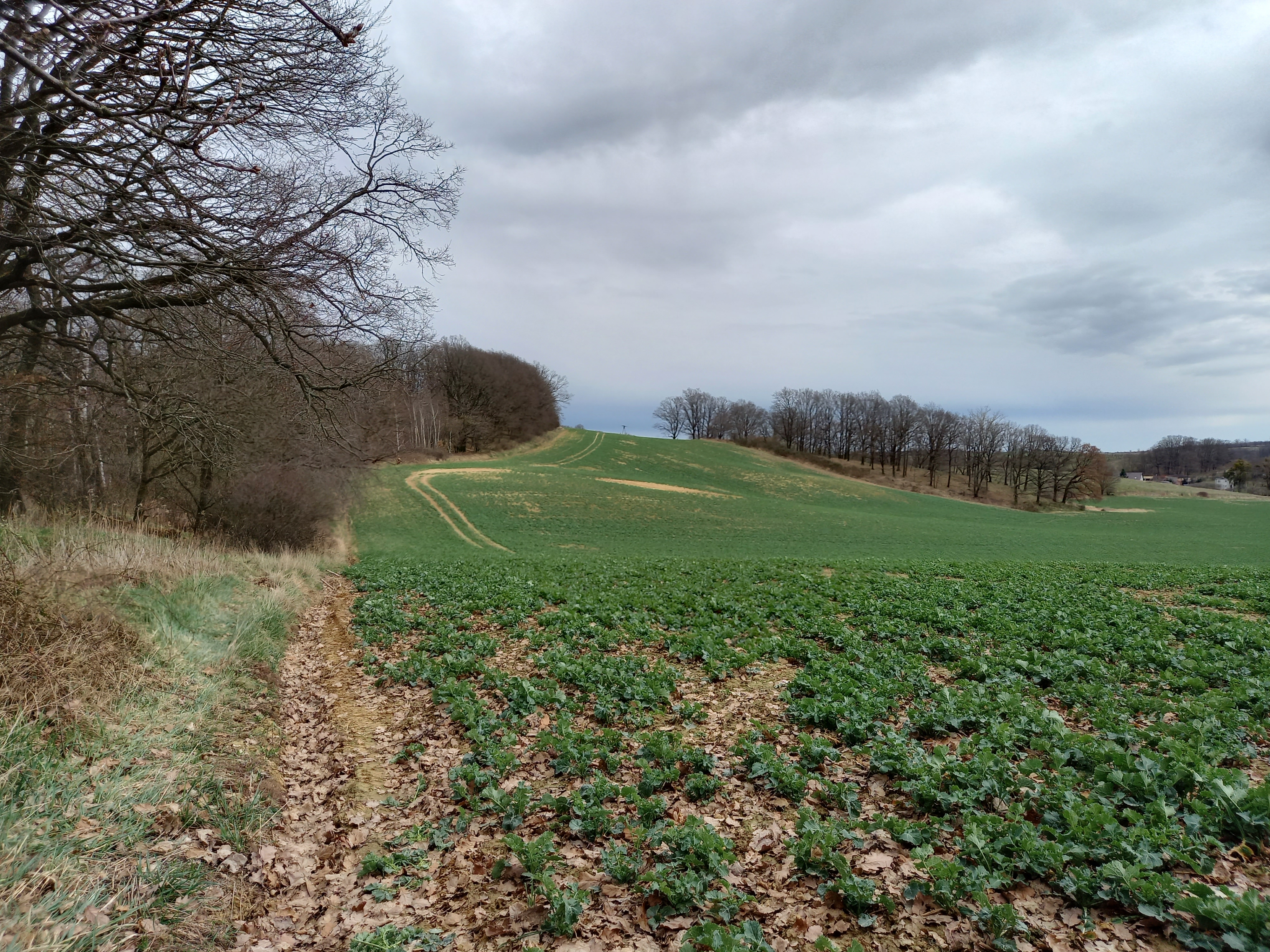
podejście z zachodu

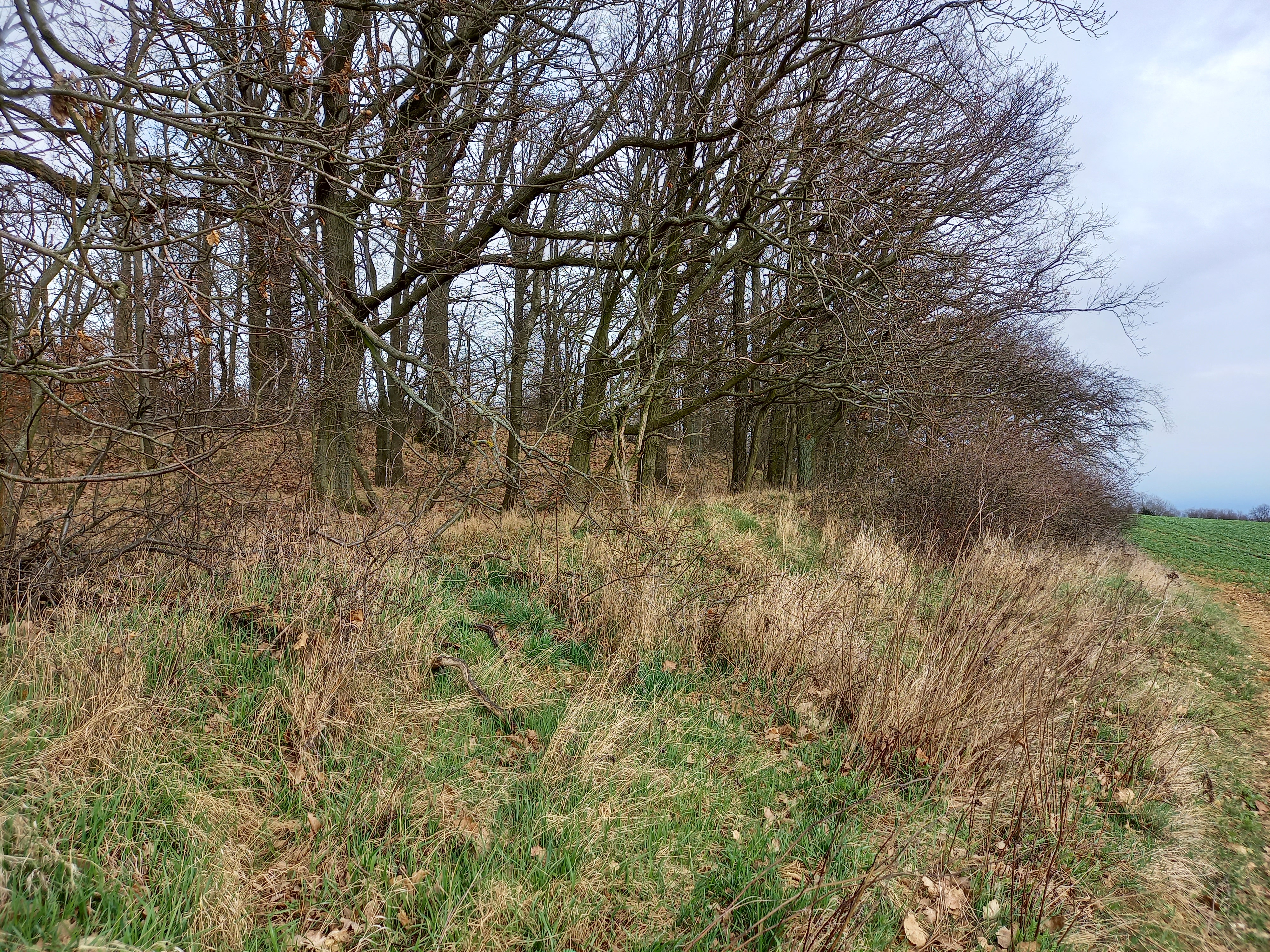
okolice wierzchołka
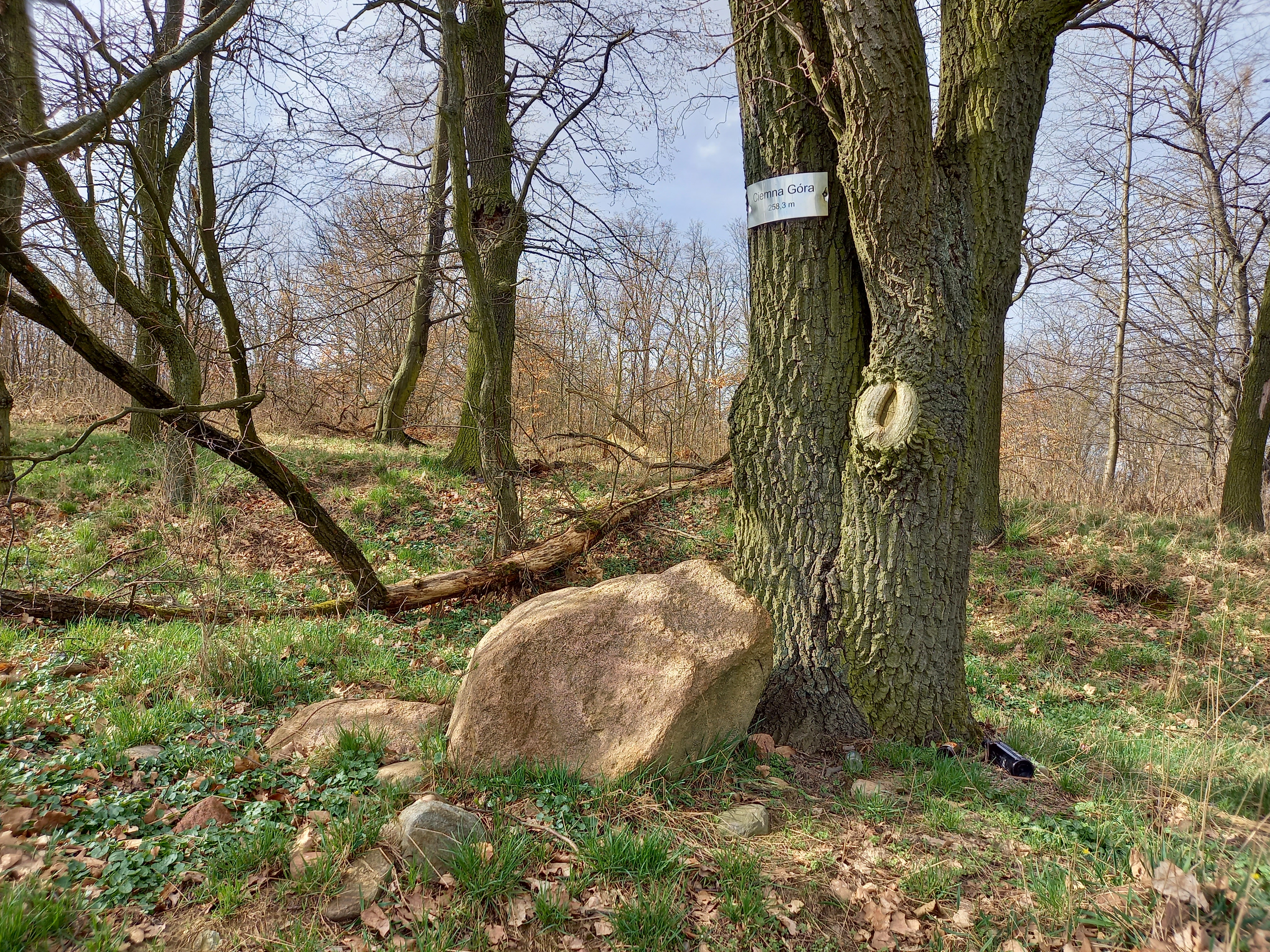
tabliczka przy wierzchołku
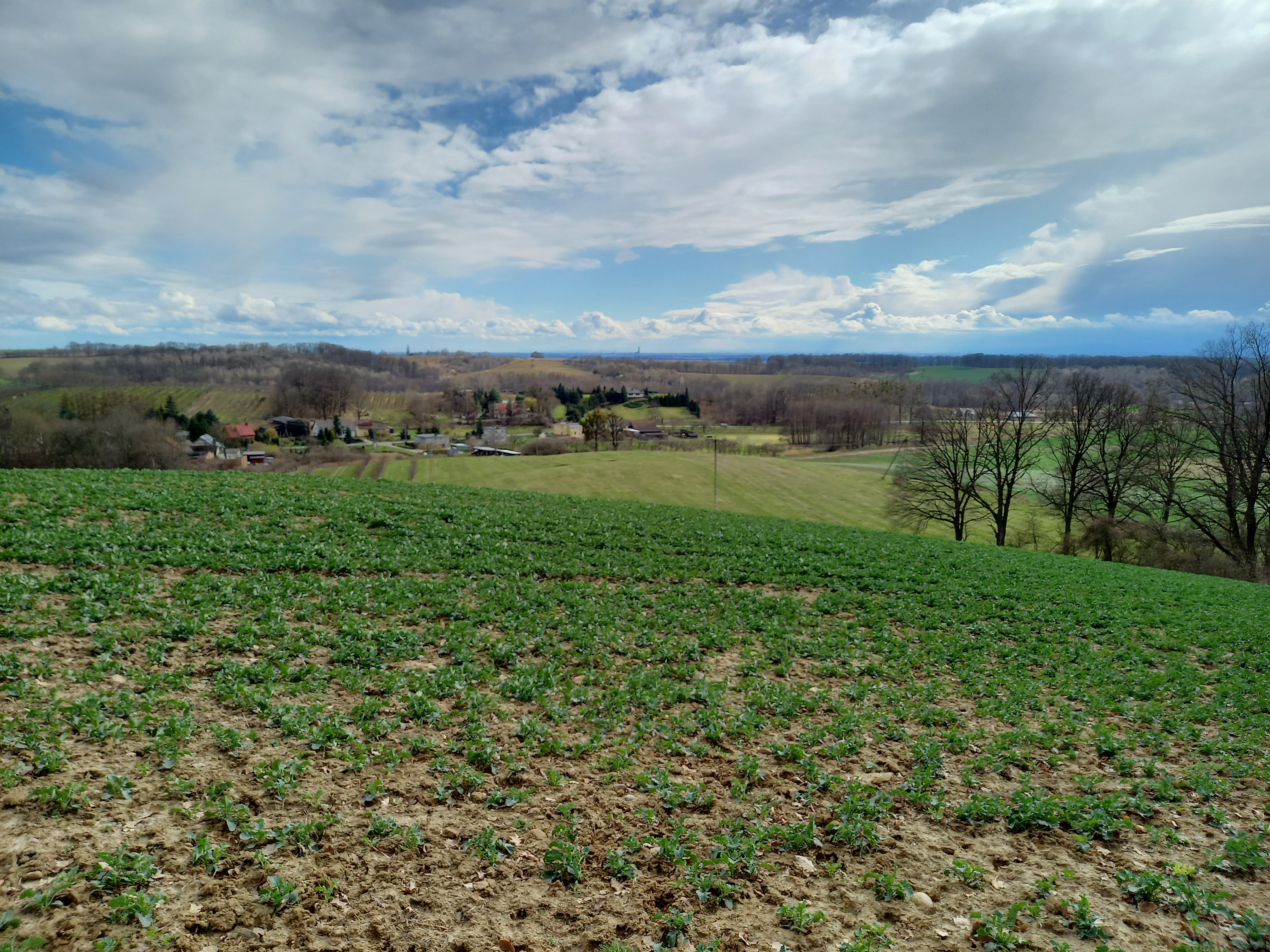
widok na dolinę, Droszów, w tle Wrocław i Sky Tower